# Whatcha Doin Today? (Rap Version)
Whatcha Doin' Today? (Rap Version) è un singolo digitale del gruppo 4Minute.
La canzone è stata registrata nel 2014.

## Il brano
Il brano è la versione rap del singolo Whatcha Doin' Today?.

## Video
Il video è in versione live, rilasciato il 24 dicembre 2014, prima della pubblicazione effettiva

## Posizioni
| Classifica                 | Posizione massima |
| -------------------------- | ----------------- |
| Gaon Digital chart         | 5                 |
| Gaon Streaming chart       | 3                 |
| Gaon Download chart        | 1                 |
| Gaon BGM chart             | 2                 |
| Gaon Mobile Ringtone chart | 15                |